# Hunding (Niemcy)
Hunding – miejscowość i gmina w Niemczech, w kraju związkowym Bawaria, w rejencji Dolna Bawaria, w regionie Donau-Wald, w powiecie Deggendorf, wchodzi w skład wspólnoty administracyjnej Lalling. Leży około 15 km na wschód od Deggendorfu, przy drodze B533.

## Demografia
| Rok  | Liczba mieszk. |
| ---- | -------------- |
| 1970 | 935            |
| 1987 | 1 117          |
| 2000 | 1 198          |
| 2005 | 1 243          |
| 2008 | 1 193          |

### Struktura wiekowa
Dane o ludności z 31 grudnia 2008:
| Opis                                | Ogółem | Ogółem | Kobiety | Kobiety | Mężczyźni | Mężczyźni |
| ----------------------------------- | ------ | ------ | ------- | ------- | --------- | --------- |
| Jednostka                           | osób   | %      | osób    | %       | osób      | %         |
| Populacja                           | 1193   | 100    | 587     | 49,2    | 606       | 50,8      |
| Wiek przedprodukcyjny (0–17 lat)    | 210    | 17,6   | 98      | 8,21    | 112       | 9,39      |
| Wiek produkcyjny (18–65 lat)        | 776    | 65,05  | 373     | 31,27   | 403       | 33,78     |
| Wiek poprodukcyjny (powyżej 65 lat) | 207    | 17,35  | 116     | 9,72    | 91        | 7,63      |

## Polityka
Wójtem gminy jest Ferdinand Brandl, rada gminy składa się z 12 osób.
|      | CSU/ ÜWG | SPD/Niezależni | FWG | PWG | Razem |
| 2008 | 5        | -              | 4   | 3   | 12    |
| 2002 | 5        | 2              | 2   | 3   | 12    |